# Domenico Rambelli
Domenico Rambelli (Faenza, 21 febbraio 1886 – Roma, 1º settembre 1972) è stato uno scultore italiano.

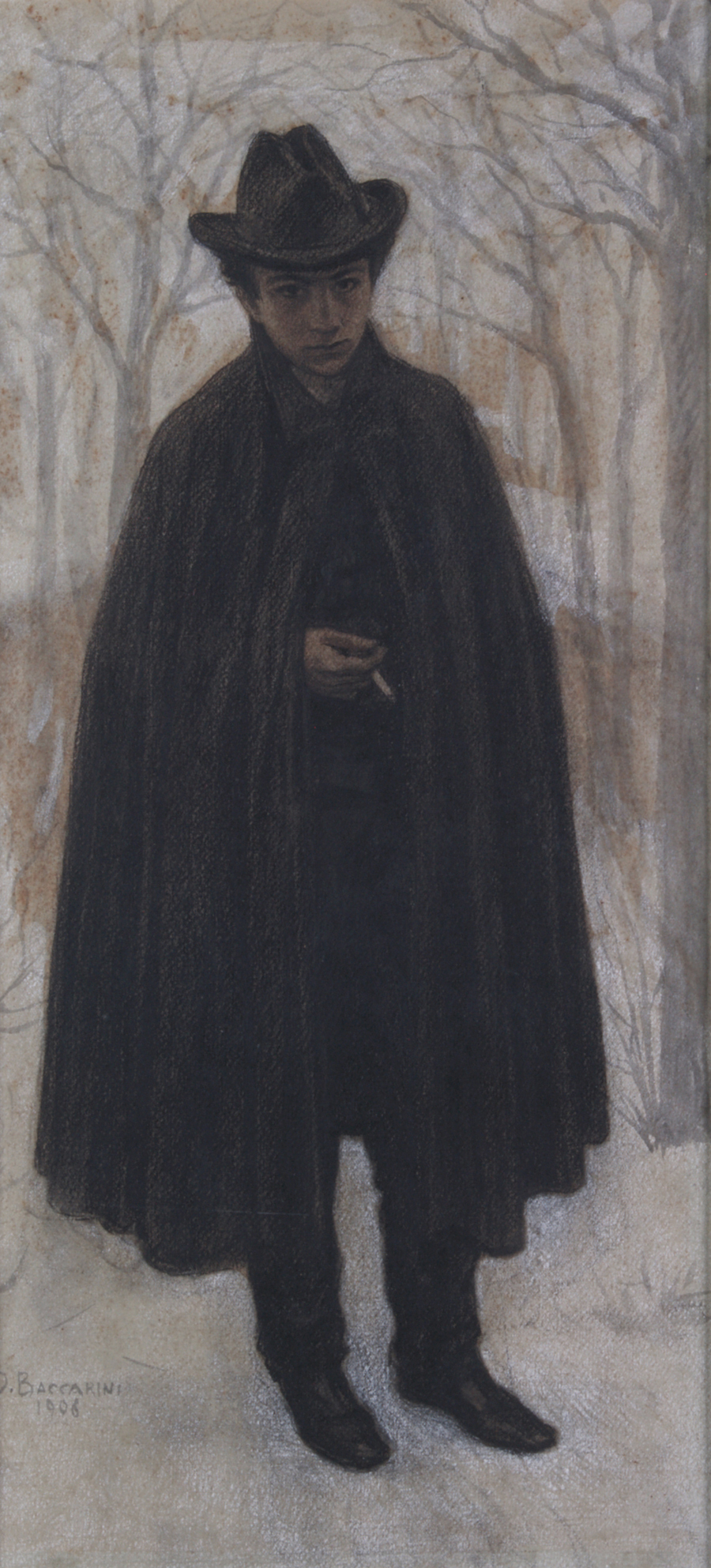
Ritratto di Domenico Rambelli, 1906. Disegno di Domenico Baccarini

Considerato uno dei massimi scultori del Novecento italiano, Domenico Rambelli fu riconosciuto da Carlo Ludovico Ragghianti tra i “grandi” della scultura italiana tra le due Guerre e Renato Barilli ha scritto che «Rambelli è stato forse il principale autore monumentale degli Anni Venti: Viareggio, Brisighella e Lugo, tre fulgide tappe che non hanno riscontro nel curriculum di alcun altro scultore contemporaneo.

## Biografia
Riceve la prima formazione artistica nella Scuola d'Arti e Mestieri di Faenza, diretta dal pittore Antonio Berti che frequenta dal 1899 al 1903.
In quegli anni suoi compagni nella scuola sono, tra gli altri, Domenico Baccarini, Ercole Drei, Francesco Nonni, Pietro Melandri, Riccardo Gatti (futuro fondatore della Bottega ceramica Gatti di Faenza), Giuseppe Ugonia e Orazio Toschi.
In seguito, frequenta a Firenze la Libera Scuola del Nudo.
Il suo esordio ufficiale avvenne a Roma nel 1905 con la partecipazione alla mostra della “Società Amatori e Cultori di Belle Arti” con l'Uomo malato. Due anni dopo partecipò alla Biennale di Venezia con il Ritratto del pittore Antonio Berti, suo maestro.
A Parigi incontrò Bourdelle e Picasso, e conobbe l'arte di Rodin restandone influenzato.
Nella sua città natale, con il Monumento a Raffaele Pasi realizzato nel 1908, iniziarono le commissioni pubbliche e celebrative che segnano una parte non trascurabile della sua produzione.
Finita la Guerra ottiene l'insegnamento di Plastica Ornamentale nella Regia Scuola di Ceramica di Faenza, mantenendolo dal 1919 al 1944.
Nel 1920 comincia a progettare il monumento ai Caduti di Viareggio; nel '22 è nuovamente ospite della Biennale veneziana e alla Fiorentina Primaverile dove espone la Portatrice e la Popolana che canta. Nel '26 è tra i protagonisti della Mostra del Novecento italiano a Milano.

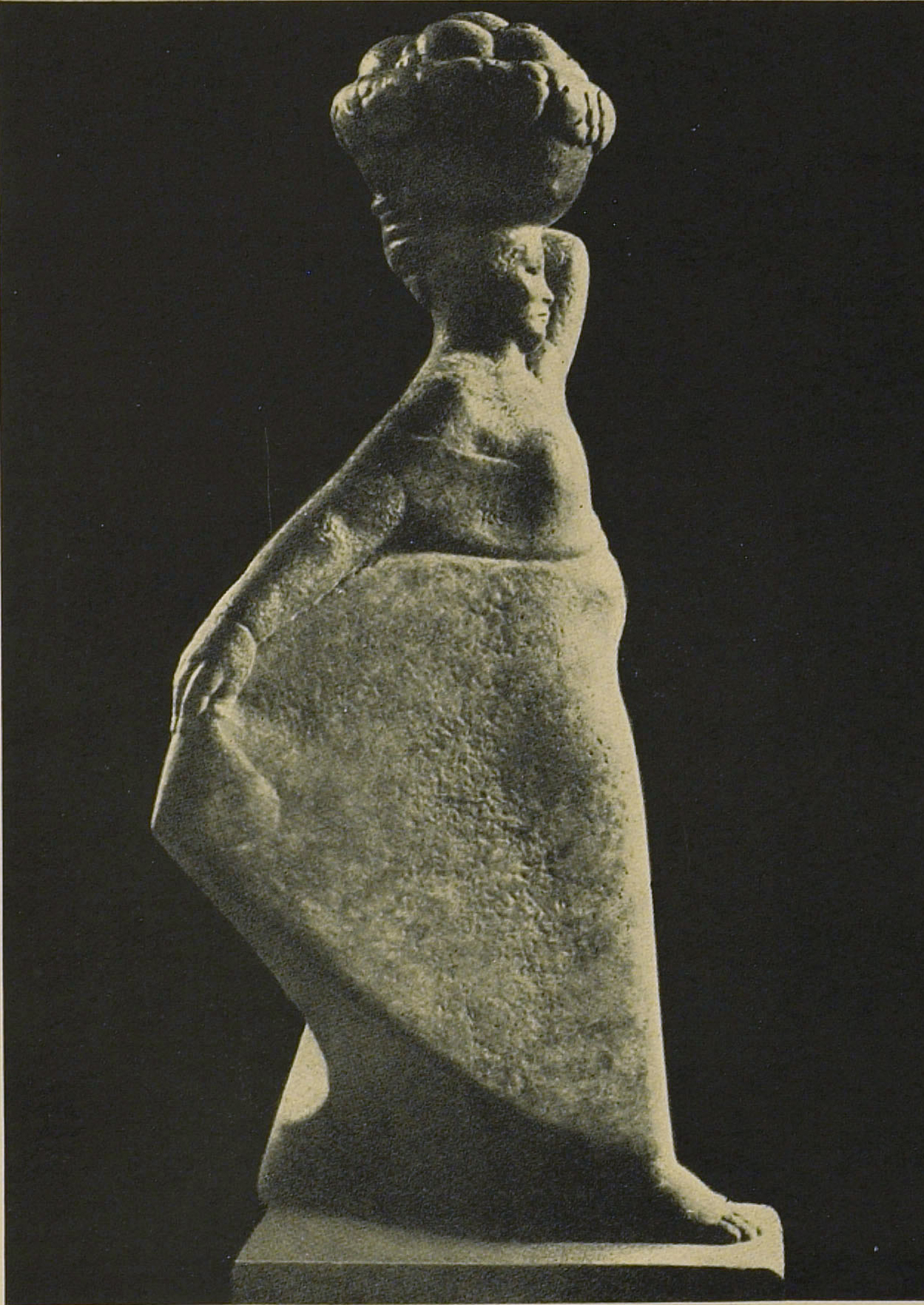
la Romagna, detta pure la Portatrice. Scultura di Domenico Rambelli, 1920.

Nel '28 realizza il monumento ai Caduti di Brisighella (Fante che dorme) nel Parco della Rimembranza a Brisighella e il suo Fante che dorme viene esposto alla Quadriennale romana del '31. L'anno dopo, per il decennale della Mostra della Rivoluzione Fascista esegue il Fante che canta, Re Vittorio Emanuele, il Duce ed un gigantesco altorilievo con il profilo del Duce, opere andate distrutte alla fine del Fascismo.
Nel 1936 inizia a modellare il monumento a Francesco Baracca per la Piazza di Lugo.
Nel 1939 la Quadriennale romana gli dedica una sala personale e gli conferisce il Primo Premio Nazionale per la Scultura, una parte dell'importo ricevuto Rambelli lo devolse in parti uguali alle venti famiglie più povere e numerose di Faenza.
Nell'immediato dopoguerra Rambelli si trasferisce a Bologna rallentando la produzione scultorea.
Nel '48, riprese il suo insegnamento a Roma come docente di Nudo all'Accademia. Nella capitale lavora alla decorazione della Cappella di San Francesco nella Basilica di Sant'Eugenio (1951), prepara il Monumento ad Alfredo Oriani per Faenza e la tomba del musicista Francesco Balilla Pratella, terminata nel 1955 e collocata nel cimitero di Lugo. Nello stesso anno scolpisce un'opera dedicata alla memoria del giornalista Giuseppe Donati.
Nominato Accademico di San Luca nel 1960, muore a Roma nel 1972.

## Giudizio critico
- È uno scultore non ancora quarantenne, di già emergente fra la nuova schiera d'artisti, per qualità native e volitive. È ferreo, massiccio, calmo e violento, prudente e audace. Io lo considero di una mentalità viva evoluta, ma lo preferisco nel suo istinto. [...] Grande artista, sì, e cioè fra quei quattro dissimili: Rosso, Wildt, Romano Romanelli e Arturo Martini (e forse Selva), che oggi hanno ricondotto l'Italia della scultura a una rinnovata potenza e la rendono, specialmente nei due più maturi, Medardo Rosso e Wildt, la più grande. Ma Rambelli e Romano Romanelli, che sono oggi i due esponenti della statuaria grandiosa con fisionomie staccate, sono nella loro piena matura giovinezza.[2]
- Fra i pochi che lavorano oggi in Italia con così nobili intenti di cui è inutile fare qui i nomi, si deve porre Domenico Rambelli che fra i giovani dotati può ben dirsi il temperamento più originalmente vitale. Infatti, basterà riconoscere alcuni lati particolarmente espressivi delle sue sculture, per ammettere senza difficoltà che egli sente come forse nessun altro, seppe ritrovare gli accenti di una eloquenza di stile austero e gagliardo. [...] Evocatore, glorificatore e trasfiguratore della vita, le sue statue e i suoi bassorilievi assumono un forte colore di astrazione stilistica quale soltanto si può riscontrare nelle sculture romaniche od egiziane.[3]
- Vittorio Sgarbi: «Volete vedere Lugo? Vi consiglio di andarci quando lo si può vedere poco. In questo paese, tra i più suggestivi della Romagna, c'è un monumento che rende Lugo una capitale dell'arte del Novecento italiano e che, con la nebbia, acquista una particolare, misteriosa, poesia. È stato prepotentemente voluto per ricordare un grande eroe locale, Francesco Baracca: a lui, e allo spirito d'avventura italiano, ha applicato il suo ingegno lo scultore romagnolo Domenico Rambelli. Se si va a Lugo in un giorno infuocato d'agosto o in una notte fosca di novembre, passeggiando per la piazza si può fare l'esperienza di vedere quest'opera ingombrante in una atmosfera davvero metafisica, con la punta dell'ala che si dissolve verso il cielo, nell'infinito, e l'eroe che pare camminare nel vuoto».[4]

## Opere

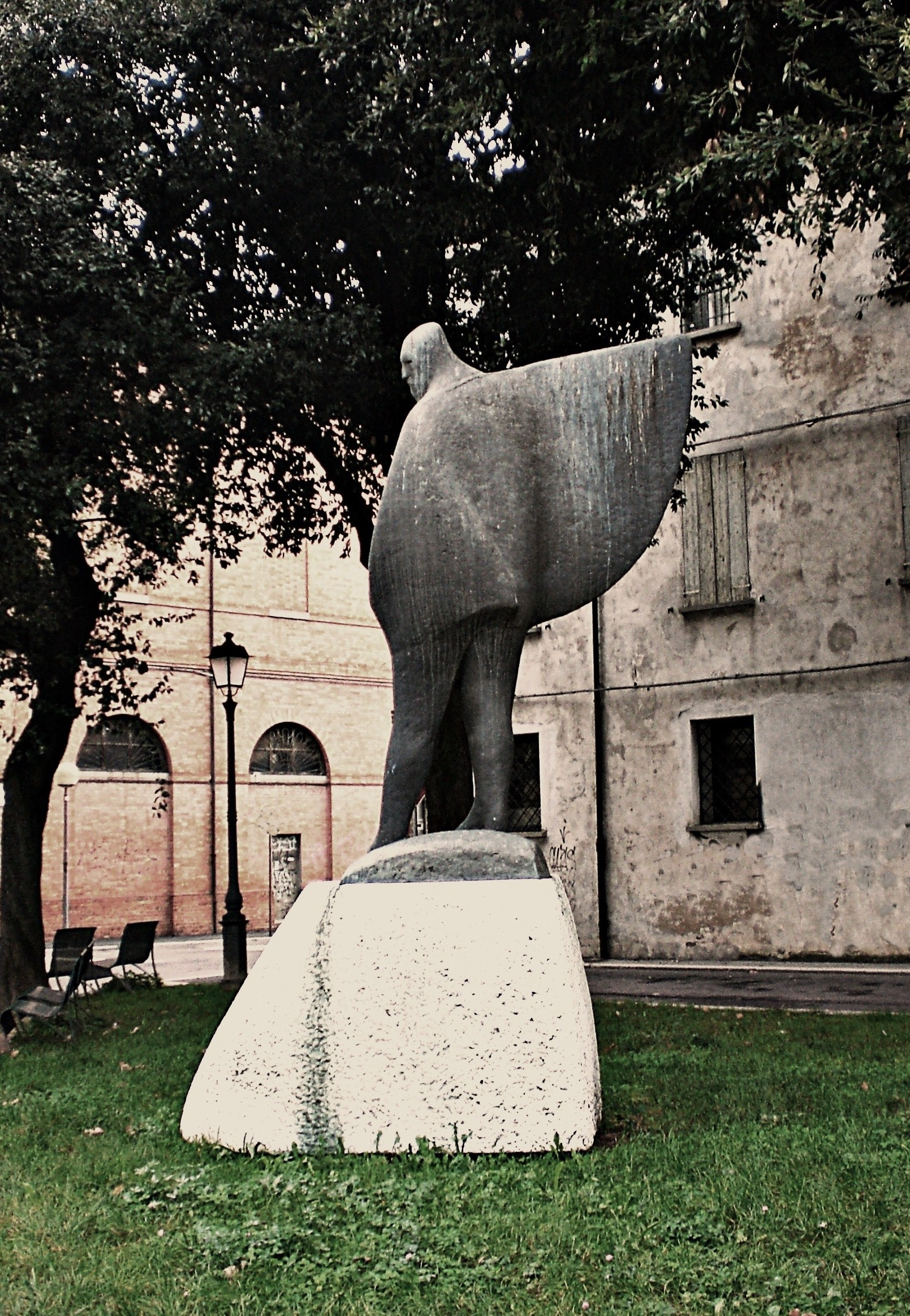
Monumento ad Alfredo Oriani, Faenza.

- Monumentale. Disegni e scultura nell'arte di Domenico Rambelli. Mostra tenuta nella Pinacoteca Comunale di Faenza dal 7 dicembre 2013 al I maggio 2014 (pagine web della mostra)
- Monumento ai Caduti di Brisighella (Fante che dorme).[5](immagine)
- Monumento ai Caduti di Viareggio (dal sito viareggino.com dove è erroneamente indicato come opera di Viani) (immagine e articolo sullo stato del monumento nel 2010)
- Il Monumento nazionale a Francesco Baracca nella Piazza di Lugo.[6][7] (Presentazione dal sito del Comune di Lugo Archiviato il 21 febbraio 2015 in Internet Archive.)
- Monumento ad Alfredo Oriani, Faenza. Statua in bronzo raffigurante Alfredo Oriani realizzata dallo scultore bolognese A. Gavina su calco in gesso originale di Rambelli, ultima sua opera nota, collocata a Faenza, in Largo Toki, nell'ambito del progetto culturale museo all'aperto di opere di arte contemporanea.[8][9]

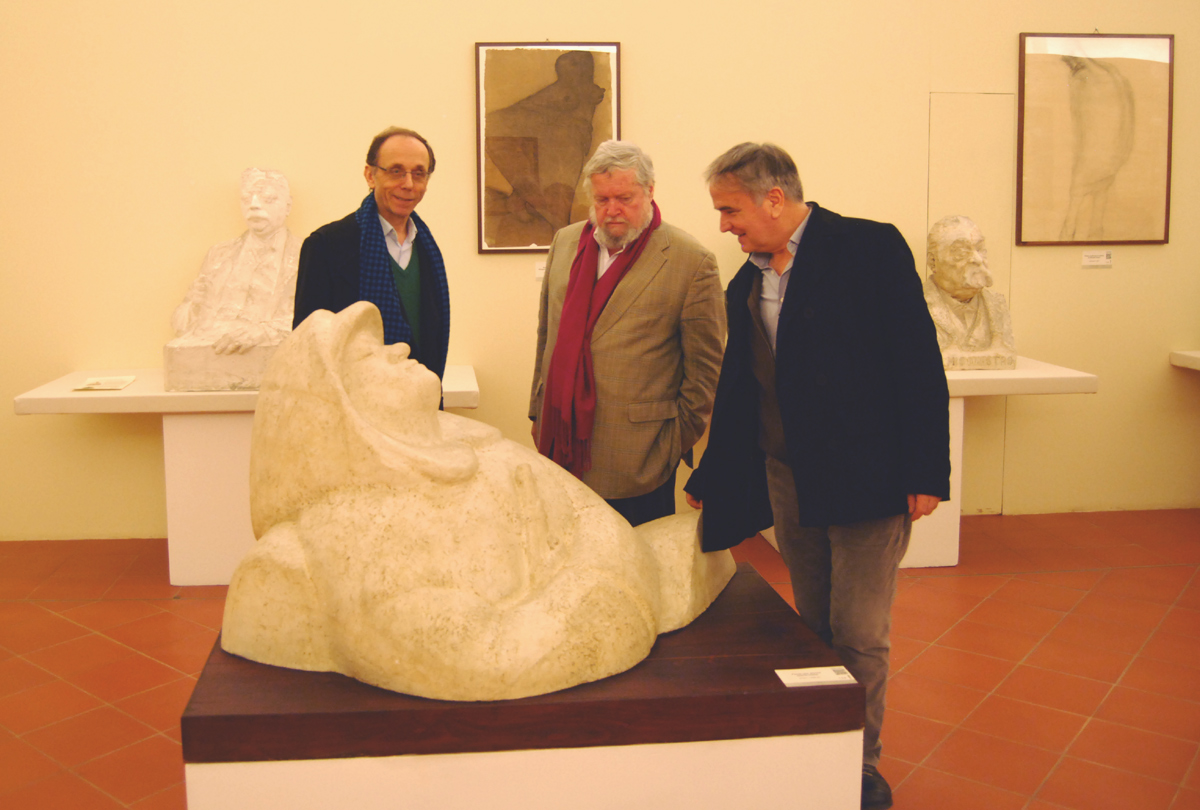
Mostra opere di Domenico Rambelli in Pinacoteca Comunale di Faenza, 2013-14.